# استنتون سنت کوینتین
استنتون سنت کوینتین (به انگلیسی: Stanton St Quintin) یک روستا و محله مدنی در بریتانیا است که در ویلتشر واقع شده‌است. استنتون سنت کوینتین ۸۵۱ نفر جمعیت دارد.